# Lajos Kossuth
Lajos Kossuth de Udvard et Kossuthfalva [lajoš košut] (19. září 1802 Monok – 20. března 1894 Turín) byl maďarský politik, spisovatel a revolucionář, nejvýznamnější představitel maďarské revoluce z let 1848–1849 a národní hrdina boje za svobodu a nezávislost.

## Život
Lajos Kossuth se narodil dne 19. září 1802 v obci Monok, dnes v župě Borsod-Abaúj-Zemplén na severovýchodě Maďarska. Pocházel z chudší šlechty, studoval na evangelickém lyceu v Prešově, poté studoval práva v Sárospataku a Pešti a jako jeho otec se stal advokátem. Byl slovenského původu. V letech 1824–1832 působil v Sátoraljaújhely, kde začala jeho politická kariéra. V letech 1825–1827 zastupoval národně liberálního hraběte Hunyadyho v bratislavském sněmu a v letech 1832–1836 tři poslance uherské panské komory. Jako zástupce neměl hlasovací právo, musel však svým klientům referovat, co se ve sněmu děje. Tyto zápisky začal přes zákaz šířit a roku 1837 byl odsouzen za velezradu. Roku 1840 byl propuštěn, ale o rok později začal vydávat národně liberální noviny Pesti Hírlap.

## Politický život

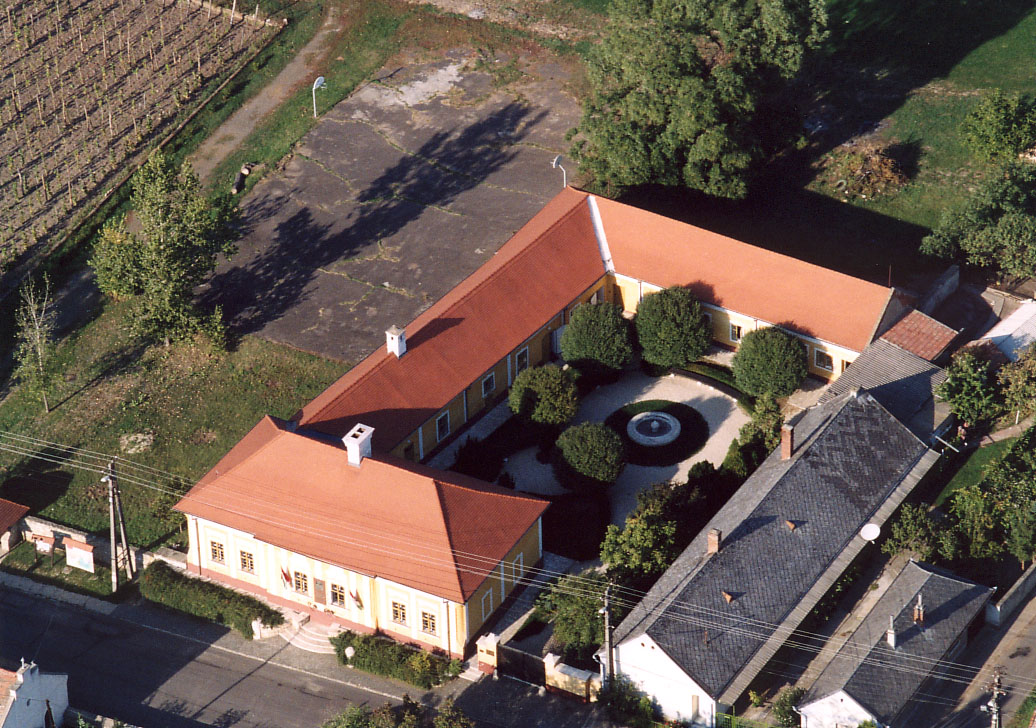
Obec Monok rodné místo Lajose Kossutha

Roku 1847 byl zvolen do Říšského sněmu a stal se vůdcem opozice. V březnu 1848 pronesl významný projev, v němž žádal ústavní reformy monarchie a ústavy pro jednotlivé země. Během revoluce se jeho názory radikalizovaly, takže žádal nezávislost Maďarska, za niž nakonec i bojoval. V první samostatné uherské vládě liberálního premiéra Lajose Batthyányho byl ministrem financí a předsedou obranného výboru. Prosadil osvobození rolníků a vytvořil dobrovolnické vojsko honvédů, hlavně proti národnostním menšinám, které se bránily proti programu maďarizace. Šlo zejména o Chorvaty, vedené bánem Josipem Jelačičem, kteří se postavili na císařskou stranu, podobně jako později i Slováci.
Když císař roku 1849 vyhlásil Březnovou ústavu, vypuklo v Uhrách povstání a 14. dubna 1849 vyhlásil Kossuth samostatnou Maďarskou republiku se sídlem v Debrecínu. V tamním reformovaném kostele zasedal zemský sněm pod jeho předsednictvím a Kossutha zvolil prozatímním správcem země s diktátorskými pravomocemi. Maďarská revoluční armáda, posílená o dobrovolníky z Polska, Rakouska a Itálie, zprvu odrazila rakouskou armádu, ale když do země vstoupilo ruské vojsko, musela kapitulovat. 6. října 1849 bylo v Aradu (dnes Rumunsko) popraveno 13 maďarských generálů a důstojníků, a v tentýž den v Pešti i sám Batthyány.
Kossuth uprchl do Turecka, kde byl internován v Šumenu (dnes Bulharsko). Na nátlak západních zemí byl propuštěn a odešel do USA, kde byl nadšeně uvítán. Roku 1852 přišel do Londýna, kde se v zednářské lóži seznámil s Giuseppe Mazzinim, vůdcem italských revolucionářů. V Itálii s ním vytvořil legii maďarských uprchlíků, kteří bojovali proti Rakousku. Roku 1862 vypracoval plán podunajské konfederace národů jihovýchodní Evropy. Od roku 1871 se stavěl za české státoprávní požadavky, které pokládal za shodné s maďarskými. Po celý zbytek života hledal cesty k obnovení maďarské samostatnosti. Roku 1867 byl v rámci rakousko-uherského vyrovnání amnestován, přesto dožil v Itálii.
Pohřben byl v majestátním mauzoleu na hřbitově Kerepesi v Budapešti.

## Galerie

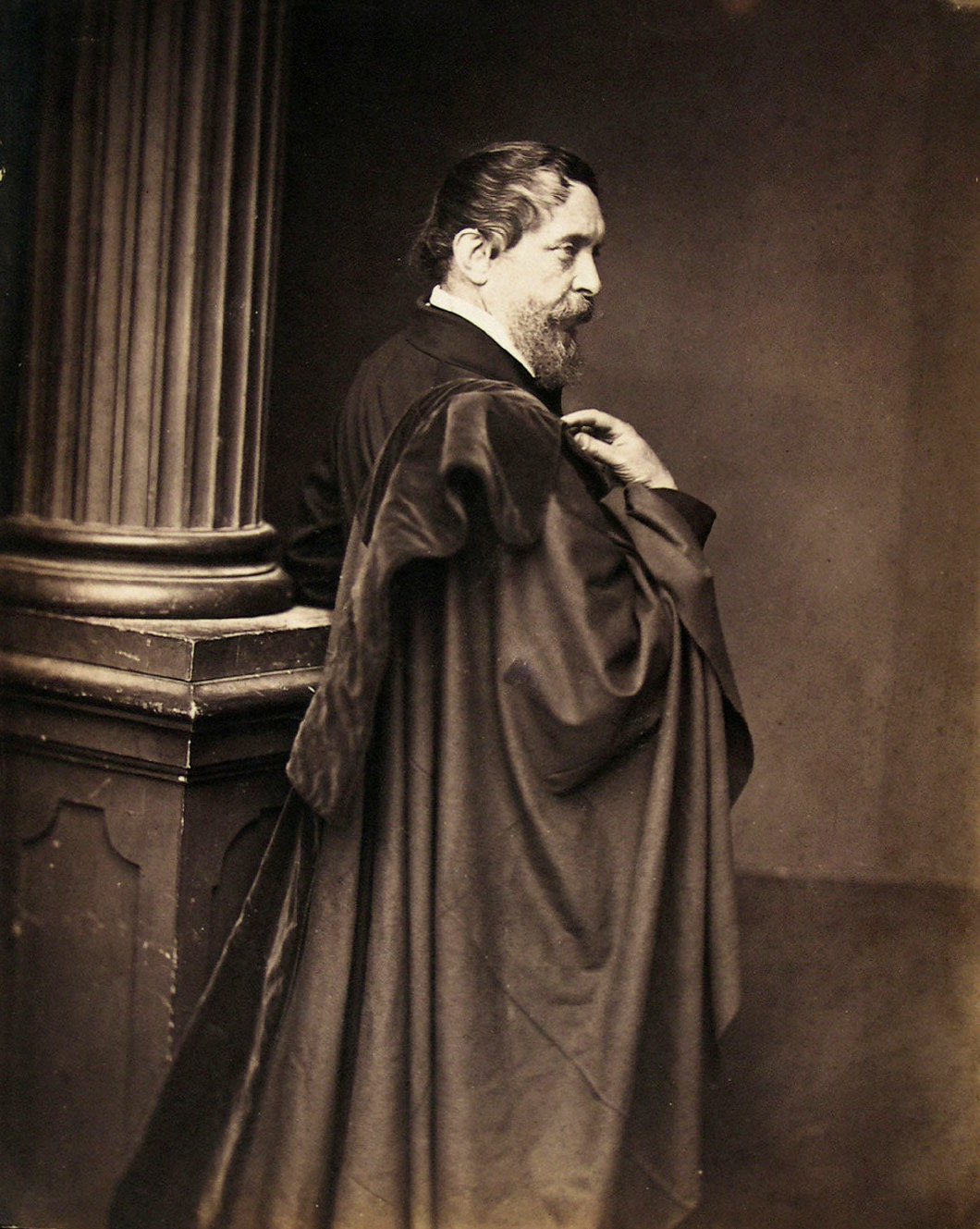
Antoine Samuel Adam-Salomon: Lajos Kossuth, asi 1859
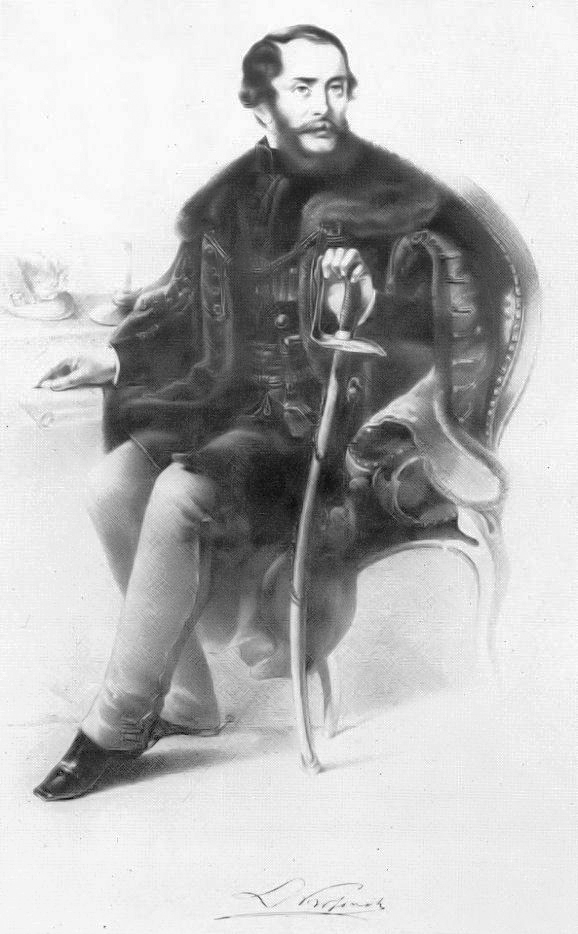
Lajos Kossuth
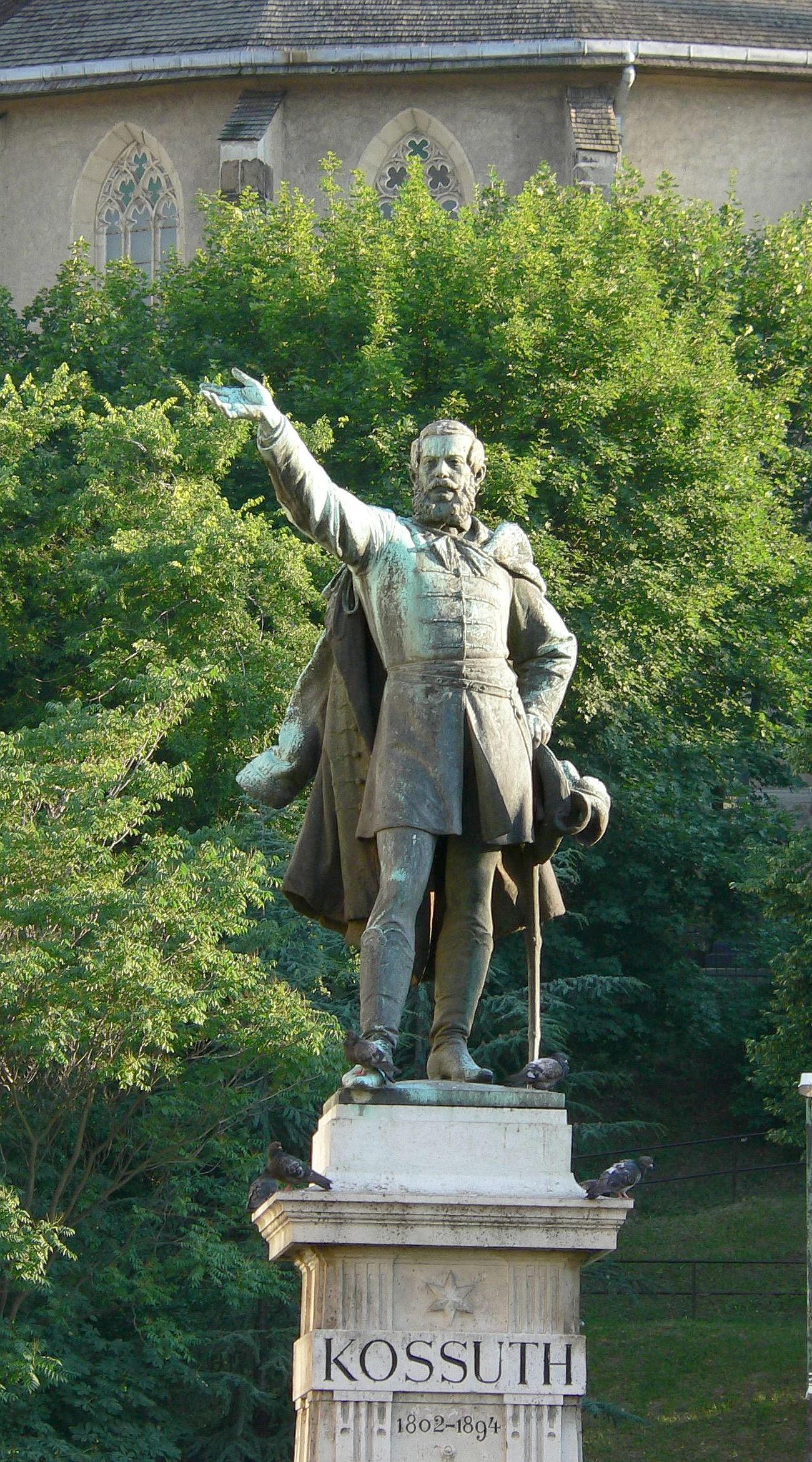
Socha L. Kossutha v Miskolci
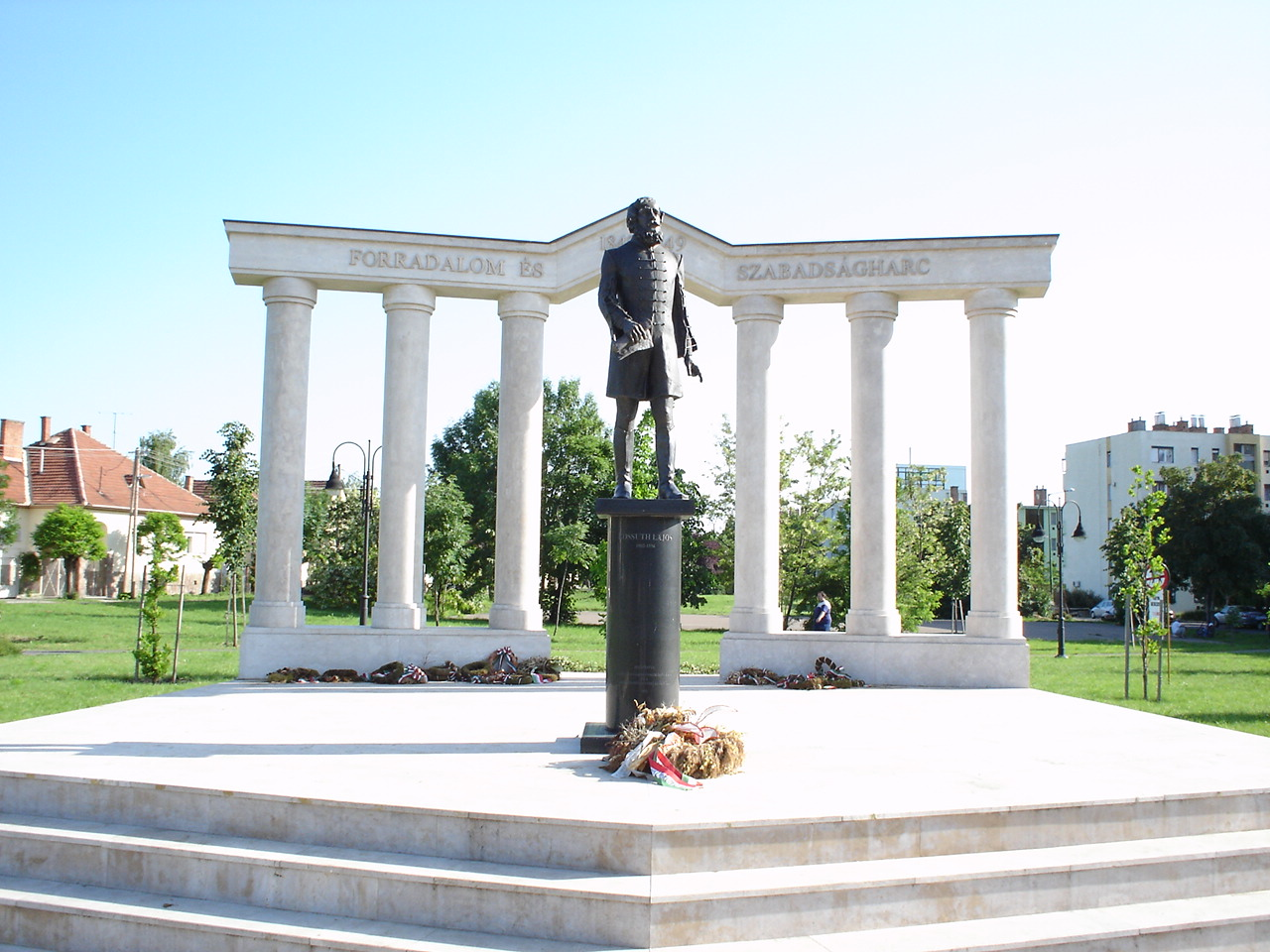
Památník revoluce 1848
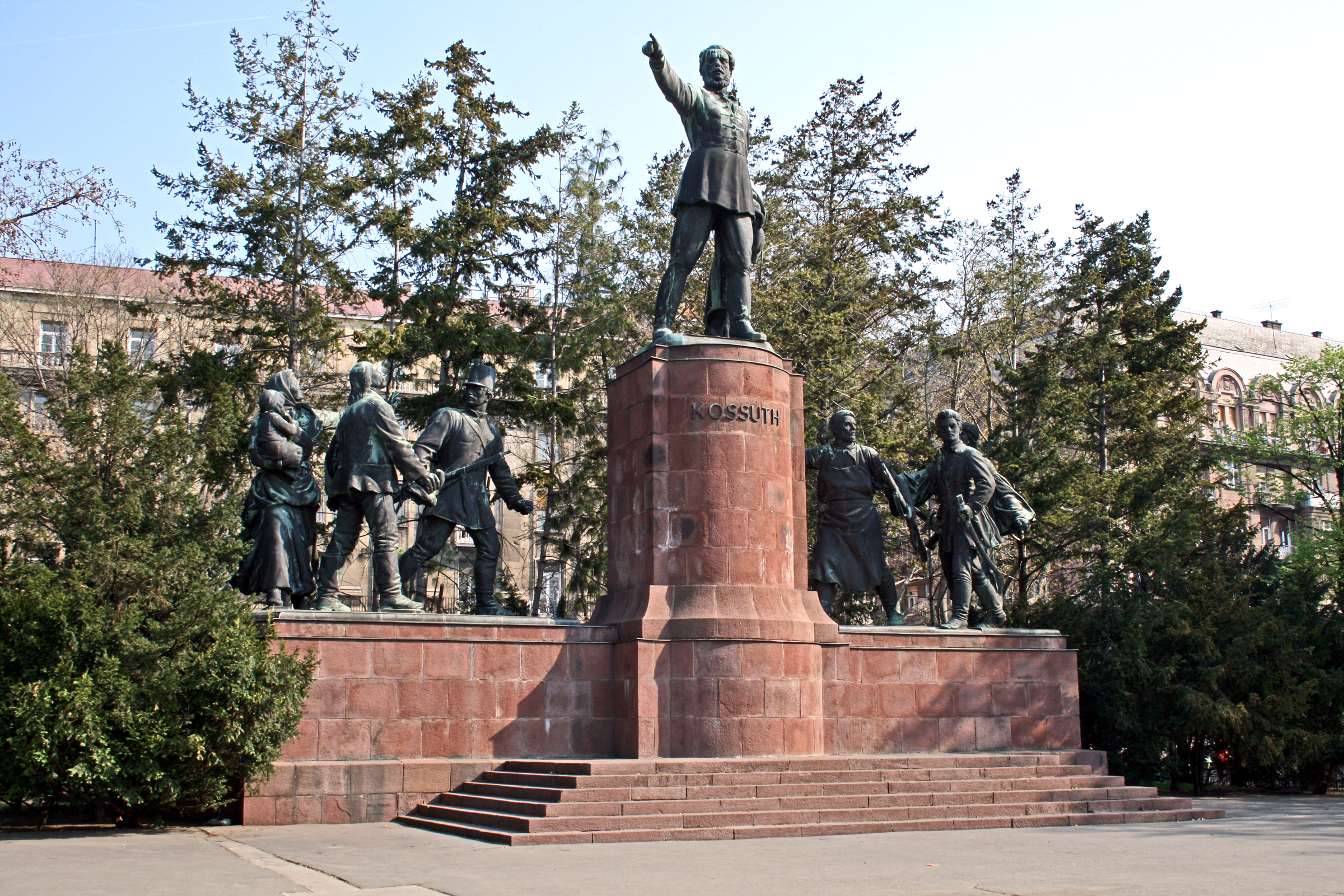
Památník v Budapešti před parlamentem
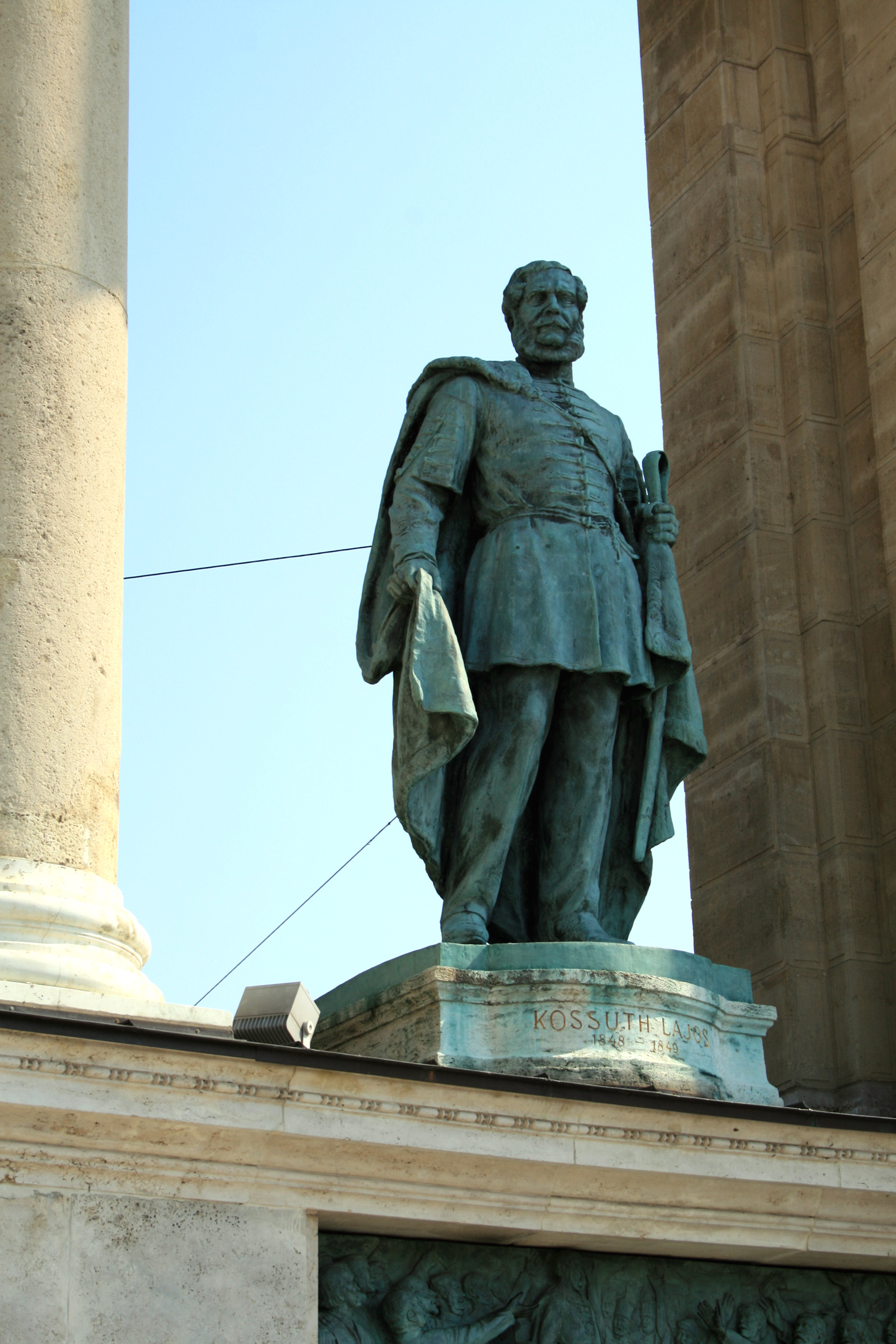
Budapešť Památník Tisíciletí